# Hans Borstlap
Hans Borstlap (Amsterdam, 28 juli 1946) is voormalig Nederlands topambtenaar op onder meer de ministeries van Sociale Zaken en Onderwijs, lid van het CDA en was van 2002 tot 2016 lid van de Raad van State.

## Loopbaan
Na zijn studie politicologie aan de Vrije Universiteit Amsterdam te hebben afgerond in 1971, was Borstlap van 1973 tot 1983 werkzaam als wetenschappelijk medewerker bij het wetenschappelijk instituut van de ARP, waarna hij raadsadviseur sociaal-economisch beleid werd onder premier Ruud Lubbers. In 1989 werd Borstlap benoemd als directeur-generaal Algemene beleidsaangelegenheden bij het ministerie van Sociale Zaken en Werkgelegenheid (onder minister Bert de Vries), in welke functie hij onder meer actief was als voorzitter van het EU-comité voor werkgelegenheid en arbeidsmarkt (1997-1999). Daaropvolgend werd hij in 2000 directeur-generaal Strategie en Arbeidsmarkt op het ministerie van OC & W. Op 1 september 2002 werd Borstlap benoemd in de Raad van State. Daar had hij zitting in de Kamer Milieuzaken en was hij plaatsvervangend lid van de Kamer Ruimtelijke Ordening'.
In april 2014 werd hij voorzitter van de Onderzoekscommissie intern functioneren NZa, naar hem ook wel Commissie-Borstlap genoemd, die werd ingesteld door minister Edith Schippers; de commissie bracht op 2 september 2014 haar rapport uit.
Medio november 2018 werd Borstlap voorzitter van de Commissie Regulering van Werk, naar hem ook wel commissie-Borstlap genoemd. De commissie bracht op 23 januari 2020 haar rapport uit.